# Bisdom Piracicaba
Het bisdom Piracicaba (Latijn: Dioecesis Piracicabensis) is een rooms-katholiek bisdom met als zetel Piracicaba, in Brazilië. Het bisdom is suffragaan aan het aartsbisdom Campinas.

## Geschiedenis
Het bisdom werd opgericht op 26 februari 1944, uit delen van het bisdom Campinas, en was suffragaan van het aartsbisdom São Paulo. Op 19 april 1958 veranderde het van kerkprovincie en werd suffragaan aan het nieuw verheven aartsbisdom Campinas.

## Parochies
Het bisdom had in 2021 een oppervlakte van 4.663 km2 en telde 1.025.002 inwoners waarvan 56,4% rooms-katholiek was.

## Bisschoppen
- Ernesto de Paula (30 juni 1945 - 9 januari 1960)
- Aniger de Francisco de Maria Melillo (29 mei 1960 - 11 januari 1984)
- Eduardo Koaik (11 januari 1984 - 15 mei 2002; coadjutor sinds 30 november 1979)
- Moacyr José Vitti (15 mei 2002 - 19 mei 2004)
- Fernando Mason (25 mei 2005 - 11 november 2020)
- Devair Araújo da Fonseca (11 november 2020 - heden)

Campinas (aartsbisdom) · Amparo · Bragança Paulista · Limeira · Piracicaba · São Carlos